# Die Flucht vor dem Kerker
Die Flucht vor dem Kerker (Originaltitel: Stolen Heaven) ist ein US-amerikanisches Filmdrama aus dem Jahr 1931 von George Abbott mit Nany Carroll und Phillips Holmes in den Hauptrollen. Das Drehbuch des Pre-Code-Films basiert auf einer Originalstory von Dana Burnet.

## Handlung
Als Joe Bartlett Mary eines Abends nach Hause folgt, nimmt sie ihn mit in ihre Wohnung, obwohl er ein Fremder ist. Sie entdeckt, dass er eine oberflächliche Wunde hat. Er gesteht ihr, dass er die Radiofabrik auf der anderen Straßenseite ausgeraubt hat, nachdem er gefeuert worden war und keine neue Arbeit finden konnte. Die Polizei sucht nach Joe, aber Mary hat Mitleid mit ihm und gibt vor, er sei ihr kranker Bruder. Da sie beide von einem Leben in Armut erschöpft sind, schließen Joe und Mary einen Pakt, die gestohlenen 20.000 Dollar für ein luxuriöses Leben auszugeben und dann Selbstmord zu begehen, wenn das Geld aufgebraucht ist. 
Mary und Joe gehen als verheiratetes Paar getarnt nach Palm Beach in Florida und leben, als wären sie reich. Sie verlieben sich im Laufe der nächsten zwei Wochen ineinander und lernen während dieser Zeit den Casinobesitzer Steve Perry kennen und freunden sich mit ihm an. Als ihnen das Geld ausgeht, kann Mary Selbstmord nicht ertragen und bittet Steve, ihre letzten 1.000 Dollar zu wetten.  Steve verliert das Geld, gibt aber vor, gewonnen zu haben, und gibt Mary 5.000 Dollar aus eigener Tasche, in der Hoffnung, ihre Liebe zu kaufen. Mary ist sich seiner Hintergedanken nicht bewusst und freut sich über das Geld. Sie bittet ihn, die 5.000 Dollar zu setzen. Wieder gibt er vor, gewonnen zu haben, und gibt ihr diesmal 25.000 Dollar, aber als sie gehen will, drängt er sich ihr auf. Als er keinen Erfolg hat, offenbart er, dass das Geld ihm gehört. Sie entschuldigt sich, dass sie das nicht erkannt hat, nimmt das Geld aber trotzdem mit in ihr Hotelzimmer. Dort trifft sie Joe, der gerade Selbstmord begehen will. 
Die beiden wollen Steve 20.000 Dollar zurückgeben und in einen Umschlag stecken, werden dabei jedoch von einem Polizisten unterbrochen, der sie wegen des Raubüberfalls in der Radiofabrik festnehmen will. Sie fliehen vor ihm und eilen zu Steves Haus, wo der Butler Henry sie von ihren Handschellen befreit. Steve erweist sich als wahrer Freund, als er anbietet, sie sicher auf seiner Yacht wegzubringen. Wie geplant warten sie am Strand, aber als Steve ankommt, haben sie es sich anders überlegt und beschließen, sich zu stellen. Nachdem sie Steve das Geld zurückgegeben haben, wird Joe festgenommen und Mary schwört, auf ihn zu warten. Steve hilft, Joes Strafe zu verkürzen, indem er 20.000 Dollar gibt, um den Verlust der Fabrik auszugleichen.

## Hintergrund
Gedreht wurde der Film ab dem 13. November 1930 in den Paramount-Publix-Studios in Astoria. Einige Szenen wurden in Rockaway Beach gedreht. In einer Vorabmeldung hieß es, dass Paul Lukas im Film auftreten sollte. Die Premiere des Films fand am 21. Februar 1931 statt. Leo Reisman dirigierte das Orchester. Guy Kibbee spielte erstmals in einem Spielfilm mit.

## Kritiken
Mordaunt Hall von der The New York Times befand, wenn man das Ergebnis der gemeinsamen Anstrengungen von Abbott, Carroll, Holmes und Calhern sehe, sei es erstaunlich, dass so viele Köpfe eine so schwache Leistung hervorbringen konnten. Die Erzählung sei kindisch und der Dialog oft lächerlich. Zwar sei die Szenerie schön gestaltet und die Kameraarbeit hervorragend, aber was passiere, sei zum Seufzen und Gähnen anregend.
Der Kritiker des TV Guide fand die Geschichte nicht überzeugend.